# Lepidodactylus planicaudus
Lepidodactylus planicaudus este o specie de șopârle din genul Lepidodactylus, familia Gekkonidae, descrisă de Stejneger 1905. A fost clasificată de IUCN ca specie cu risc scăzut. Conform Catalogue of Life specia Lepidodactylus planicaudus nu are subspecii cunoscute.